# Dig lyft, min själ, och skåda kring
Dig lyft, min själ, och skåda kring är en av Olof Kolmodins psalmer. Den bearbetades av Edvard Evers inför den nya psalmboken, som utgavs 1937, och provades i församlingarna från 1921. Kolmodins psalm hade 21 verser och inledningsrad Stig up, min själ, och tag en blick. 
Melodin är en tonsättning av Johann Crüger från 1640 som enligt Koralbok för Nya psalmer, 1921 också är samma melodi som används till psalmen Nu kommen är vår påskafröjd (1819 nr 104) och När vintermörkret kring oss står (1921 nr 511) och även används till Av himlens höjd oss kommet är.

## Publicerad som
- Nr 125 i Andelig Dufworöst, 1734, under Tionde Afdelningen. Gudelig Upmuntrings-Röst med titeln Himmelsk lust mot Jordisk pust.
- Nr 655 i Nya psalmer 1921, tillägget till 1819 års psalmbok, under rubriken "De yttersta tingen: De kristnas hopp inför döden".